# جليزا 777 b
غليس 777 بي (بالإنجليزية: Gliese 777 b)‏ الذي يرمز له بالرمز HD 190360b، هو كوكب خارج المجموعة الشمسية، في كوكبة الدجاجة (كوكبة)، يتبع غليس 777 ‏.

## الاكتشاف
اكتشف في 19 يونيو 2002، وكانت طريقة الاكتشاف دوبلر الطيفي.